# Drassyllus biglobosus
Drassyllus biglobosus är en spindelart som beskrevs av Paik 1986. Drassyllus biglobosus ingår i släktet Drassyllus och familjen plattbuksspindlar. Inga underarter finns listade i Catalogue of Life.